# Češi v Omaze

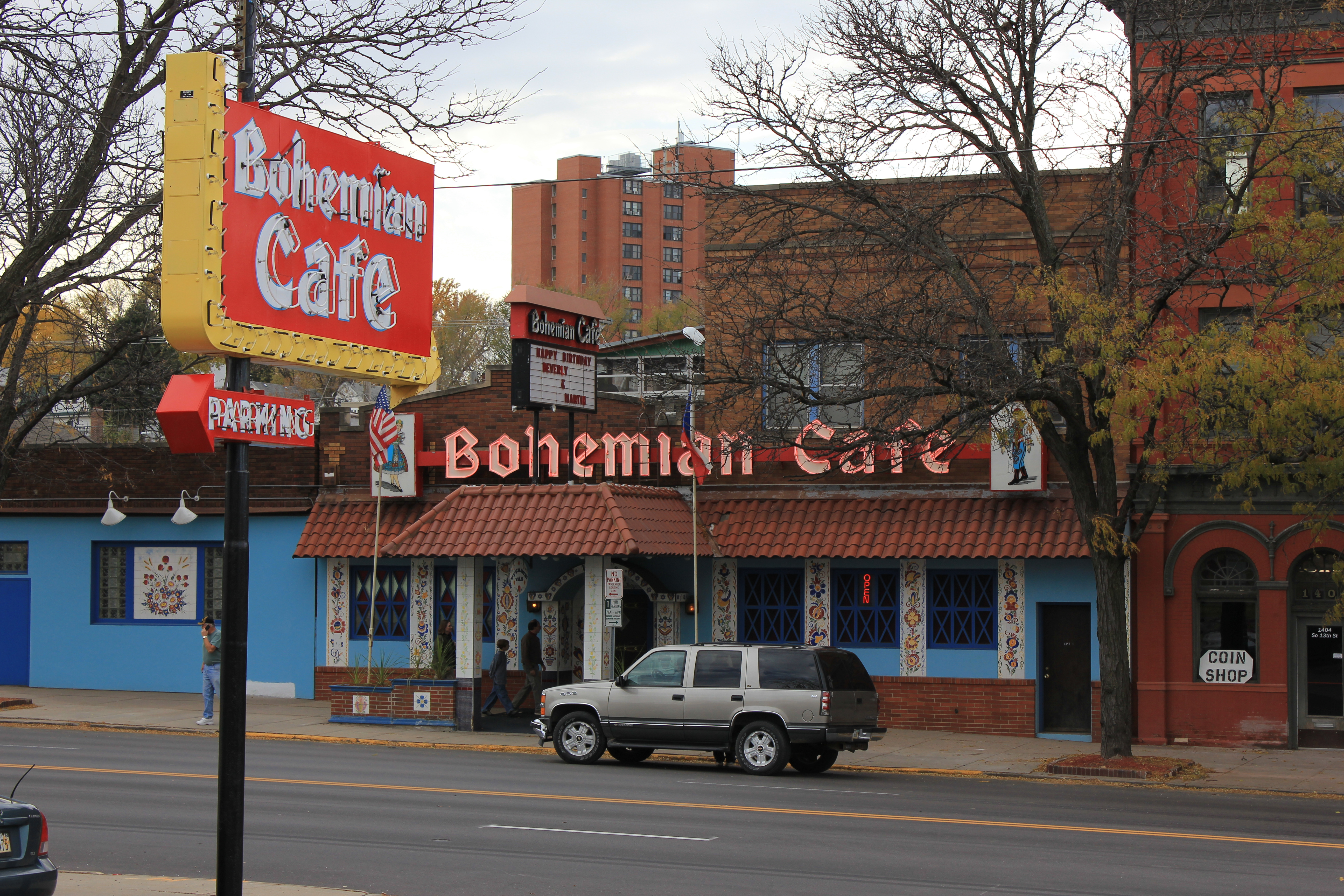
Kavárna Bohemian Café ve čtvrti Little Bohemia v Omaze, Nebraska

Češi v Omaze v americkém státě Nebraska významně přispěli k politickému, společenskému a kulturnímu rozvoji města. První čeští imigranti přišli do Omahy v roce 1868.

## Historie

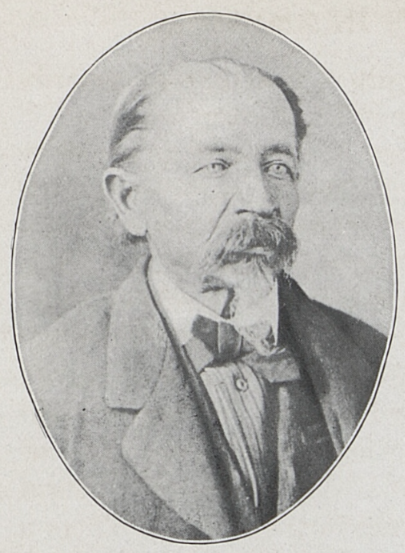
Alois Libor Šlesinger

Jako vůbec první osadník českého původu v Nebrasce je uváděn Alois Libor Šlesinger, účastník Pražského červnového povstání, politický vězeň Rakouského císařství a emigrant. Do zámoří dorazil roku 1856 a vydal se žít do oblasti amerického Středozápadu a přes Cedar Rapids v Iowě se v dubnu 1857 usadil v Omaze. Byl prvním osadníkem českého původu v tomto sídle s posléze početnou českou komunitou. Později začal hospodařit na své farmě 60 mil severně od Omahy. Ta se nacházela na území rezervací domorodých obyvatel prérií, se kterými byl Šlesinger pravidelně v rámci soužití v kontaktu. Podnikal v transportních službách a jeho firma zajišťovala dopravu mezi městy Omaha a Denver ve státě Colorado. Do Denveru roku 1865 poté přesídlil a roku 1893 zde také zemřel. 
V 60. letech 19. století se mnoho Čechů, hlavně z Čech a Moravy, přistěhovalo do Nebrasky. Edward Rosewater a Jan Rosický, omažští novináři původem z Čech, povzbuzovali krajany k přistěhování se do Ameriky. Vychvalovali a slibovali, že je půda v Omaze, hraniční zemi, zdarma. V roce 1880 už byli Češi nejčetnější etnickou skupinou ve městě. 
V roce 1893 světově proslulý český skladatel, Antonín Dvořák, navštívil město a vystoupil zde. Toto vystoupení přilákalo návštěvníky z okruhu mnoha mil. Jeho návštěva Spojených států ho inspirovala k napsání 9. symfonie „Z Nového světa“, zkráceně známé jako „Novosvětská symfonie“. V ní vyšel ze svých dojmů z tohoto místa, inspiroval se i svým zalíbením v ptačím zpěvu, ragtime hudbě od africkoamerického hudebníka a skladatele Scotta Joplina, kapelové hudbě a lidové písni.
Komensky Clubs (Komenského kluby) byly založeny v Nebrasce, včetně Omahy, Lincolnu a dalších měst, kde bylo mnoho českých imigrantů. Když byla v roce 1914 založena organizace Bohemian National Alliance, její řídící pobočka pro středozápad byla ustanovena v Omaze. Češi ve městě pomohli propagovat českou nezávislost po první světové válce. K roku 1920 v české čtvrti Bohemian Town bydlelo asi 3 500 imigrantů.

## Významní Češi z Omahy

Budova Bee Building v Omaze

Jedním z nejznámějších Čechů z omažské čtvrti Little Bohemia byl Roman Hruska, který byl zvolen senátorem za stát Nebraska v polovině 20. století. Na svůj český původ by řádně hrdý. Dalším významným Čechem pocházejícím z Omahy, který dosáhl politického úřadu, byl Thomas Capek, právník a člen zákonodárné moci státu Nebraska na počátku 20. století.
Významnými sportovci byli Tom „Train Wreck“ Novak, výborný hráč amerického fotbalu na univerzitě University of Nebraska a rodina Dusků, kteří byli známí v počátcích profesionálního zápasu.

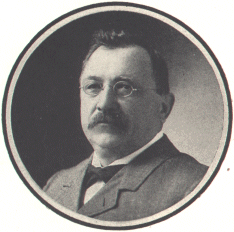
Jan Rosický

Edward Rosewater (mezi Čechy se mu říkalo Rozvařil), rodným jménem Edward Rosenwasser (28. ledna 1841 Bukovany, Čechy – 30. srpna 1906 Omaha, Nebraska, USA) byl český imigrant židovského původu, který přišel do Omahy v roce 1863. V roce 1871 založil noviny Omaha Bee (Omažská včela). V tom samém roce založil první české noviny v Omaze, Pokrok západu. S českou komunitou v Omaze ho spojovala politika. Rosewater byl republikánským politikem a jedním z lídrů Republikánské strany v Nebrasce. Rosewater měl pověst vždy „agresivního a kontroverzního“ člověka.
Jan Rosický (1845 – 1910) vydával noviny v českém jazyce, které byly tištěny v Omaze, ale šířily se jak po celých Spojených státech, tak i v Čechách. Vydával měsíčník "Bratrský Věstník" krajanské bratrské pojišťovny Z.Č.B.J. (Západní Česko-Bratrská Jednota - Western Bohemian Fraternal Association). Rosickému je připisováno povzbuzení tisíců Čechů k přestěhování se do USA. Na hřbitově Czech National Cemetery v Omaze je k vidění Rosického památník s následujícím nápisem v českém jazyce:
„Nezapomenutelnému bratru svému českému, vlastenci a vůdci svého lidu. Postavila Západní česko-bratrská jednota a vděční krajané. Kdo žije v srdcích těch, jež opustil, nezemřel.“
Jeho manželka Marie Rosická (1854-1912) napsala kuchařku, která vyšla v českém i anglickém jazyce v mnoha vydáních.

Dcera Růžena (Rose) Rosická (1875-1954) vydala v roce 1929 knihu o historii Čechů v Nebrasce.
Dr. Vladimír Kučera (1906 Brno - 1988 Lincoln) Doktorát získal na Masarykově univerzitě v Brně, studoval na Sorbonně ve Francii, uměl
sedm různých jazyků – angličtina to však nebyla. Byl aktivním politikem KDU (tj. proti socialismu i fašismu), psal politické úvodníky o svobodě a demokracii do deníku Národní obroda (ústřední organ Československé strany lidové). Strávil dva roky v nacistickém zajateckém táboře, byl vězněn i komunisty. Po propuštění utekl v roce 1949 z Československa do Vídně, kde zůstal jako uprchlík 14 měsíců. Přijel do Michiganu a posléze do Lincolnu, kde 38 let pracoval v Nebraské státní historické společnosti.
Je autorem historických studií o češích v Nebrasce, např. Přínos čechů pro rozvoj Nebrasky, české kostely v Nebrasce, české divadlo v Nebrasce, česká hudba v Nebrasce.

## Význam
Češi z Omahy v roce 1907 napomohli zřízení českého studijního programu Czech Language Program na univerzitě University of Nebraska v Lincolnu tím, že pomohli získat legislativní souhlas pro tento program. Dodatečně byl ještě zřízen program o českém dědictví na univerzitě College of St. Mary v Omaze. Tyto programy se staly centry pro výuku českého jazyka, literatury a kultury na téměř celé století.
Jeptišky českého původu získaly prostředky a zajistily personál pro klášter a školu Notre Dame Academy and Convent na adrese State Street 3501, který pomáhal v oblasti, kde žila česká komunita. Čeští imigranti a jejich potomci také založili skupinu sokolů Sokol South Omaha, muzeum Czechoslovak Museum na adrese U Street 2021 v jižní Omaze a hřbitov Bohemian National Cemetery na adrese Center Street 5201. Další hřbitovy, kde je většina českých hrobů nebo velkými sekcemi vyhrazenými pro Čechy, jsou hřbitovy Calvary Cemetery, Holy Sepulchar Cemetery a Saint Mary Catholic Cemetery.

## Little Bohemia
Čtvrť Little Bohemia (Malé Čechy) je významnou českou památkou v Omaze. Tato čtvrť byla etnickou enklávou založenou Čechy a nacházela se v obchodní oblasti kolem ulic South 13th Street a South 14th Street a William Street. Tuto čtvrť ohraničovala ulice South 10th Street z jihu, ulice South 16th Street ze západu, ulice Pierce Street ze severu a ulice Martha Street z jihu. Nacházel se zde hotel Prague Hotel, sál Sokol Auditorium, kavárna Bohemian Cafe, což byla všechno významná místa pro českou komunitu.
Další významná česká čtvrť se nacházela v okolí parku Brown Park.